# Lago Uddjaur
O lago Uddjaur - também conhecido como Uddjaure ( PRONÚNCIA) - é um lago da Suécia, localizado na comuna de Arjeplog, na província histórica da Lapónia. Tem 210 km2 de área. O lago Uddjaure está situado entre os lagos Hornavan e Storavan, e forma juntamente com eles um importante depósito de água utilizado na produção de energia elétrica. As águas destes três lagos alimentam o rio Skellefte, que atravessa as províncias da Lapônia e Västerbotten antes de desaguar no Mar Báltico.